# Postjeswegbrug
De Postjeswegbrug (brug 148P) is een kunstwerk in Amsterdam-Nieuw West. Het viaduct, geheel van beton, is gelegen in de Ringweg Amsterdam. Het overspant de Postjesweg. Ten oosten van het viaduct doorsnijdt die weg het Rembrandtpark, ten westen van het viaduct staat een wijk met hofjesachtige flats met daartussen de Calvariekerk als gemeentelijk monument.  
Ze werd vanaf tussen 1969 en 1972 gebouwd in verband met de aanleg van de Ringweg-West (Einsteinweg) vanaf de Jan van Galenstraat zuidwaarts tot aan de Cornelis Lelylaan Het viaduct werd aangelegd in een woestenij. Een aantal jaren daarvoor werd het dijklichaam voor de verhoogde ringweg aangelegd en het Rembrandtpark gepland. Dat park zou pas vanaf 1970 haar definitieve indeling krijgen.
Op 27 juni 1972 werd de Ringweg-West op het traject Jan van Galenstraat - Cornelis Lelylaan geopend. Vrijwel direct na de aanleg kwamen er klachten omtrent geluidsoverlast van het almaar drukker wordende verkeer op de ringweg. Het duurde echter nog een flink aantal jaren voordat het viaduct en de ringweg werden voorzien van geluidsschermen. De overspanning van het bestaande viaduct kon dat (kennelijk) niet dragen en zo kregen die schermen losstaande pijlers. In die pijlers is de naam Postjesweg uitgespaard.
De viaducten gingen vanaf 1972 naamloos door het leven met het nummer 147P hetgeen verwijst naar een brug in Amsterdam in beheer bij het rijk of provincie, in dit geval het rijk. Amsterdam vernoemde op 8 december 2017 (bijna) alle viaducten in de ringweg, om een betere plaatsaanduiding te krijgen. Op die datum werd de nieuwe naam Piet Mondriaanbrug opgenomen in de Basisadministratie Adressen en Gebouwen (BAG). Het bouwwerk werd daarbij vernoemd naar de Postjesweg en Postjeswetering, een postje was een vroegere benaming voor bruggetje. 

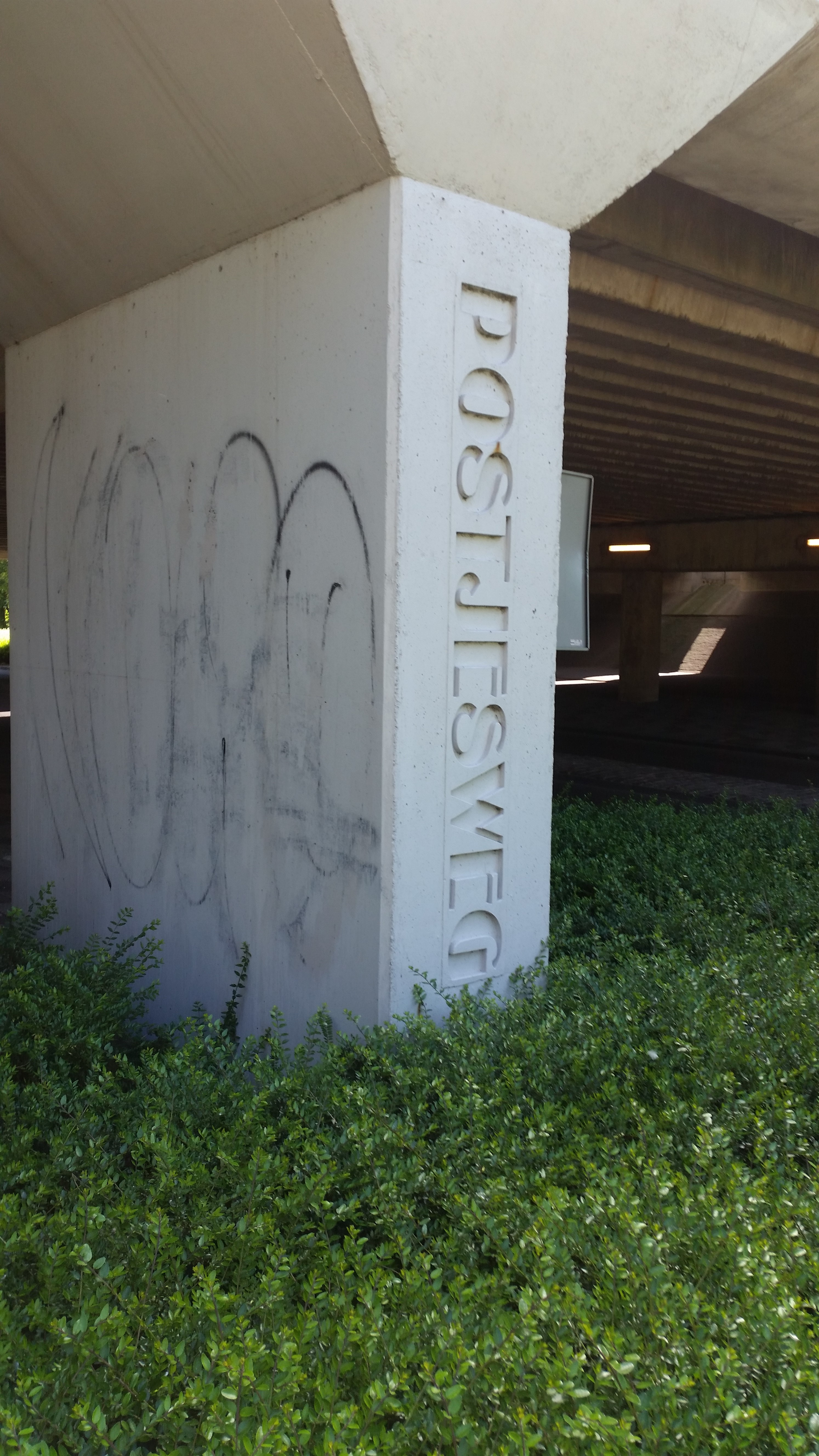
Pijler met naam (mei 2018)